# 玉泉寺 (長浜市)
玉泉寺（ぎょくせんじ）は、滋賀県長浜市三川町にある天台宗の寺院。山号は栄光山。本尊は慈恵大師（良源・元三大師）。

## 歴史
天元年間（978年 - 983年）良源の開山により創建されたという。戦国時代に兵火により焼失し、現在の堂宇は江戸時代以降に再建されたものである。

## 文化財
重要文化財（国指定）
- 木造慈恵大師坐像

## 所在地
- 滋賀県長浜市三川町945